# 孫賁
孫 賁（そん ふん/そん ほん、生没年不詳）は、中国後漢末期の武将・政治家。字は伯陽。父は孫羌。叔父は孫堅・孫静。弟は孫輔。従弟は孫策・孫権。子は孫鄰・孫安・孫熙・孫績。娘は曹彰の妻。孫娘は孫寒華。曾孫は孫恵。『三国志』呉志「宗室伝」に伝がある。

## 生涯
両親は弟が幼い時に亡くなった。孫賁は幼い弟を養育したため、弟思いであると評判になった。後に仕官し、郡の督郵守長まで出世した。
叔父である孫堅の挙兵に参加し、孫堅の戦死後はその軍勢を引き継ぎ、孫堅の棺を故郷に送り届けた。
後に寿春に移った袁術の傘下となった。袁術の命令で九江太守の周昂を攻撃し、陰陵においてこれを撃破した。袁術の上表により、孫賁は豫州刺史に任命されている。
後に丹陽都尉・征虜将軍に任命され、山越の討伐にあたった。劉繇が袁術に敵対すると丹陽を離れ、配下や幕僚を引き連れて歴陽に戻った。
後に袁術の命令で、孫賁は呉景と共に劉繇を攻撃したが、劉繇軍の樊能・張英の前に苦戦した。孫策が江東に渡ってくると、その援助により樊能・張英を破り、劉繇を攻撃して豫章に追いやった。孫賁は呉景と共に袁術へ報告するため、孫策により寿春へ戻されている。
建安2年（197年）、袁術が帝位に就くと九江太守に任命されたが、任官せず妻子を捨てて江南に帰還した。この頃、孫策が呉郡と会稽郡を平定しており、孫賁はそのまま孫策に従った。
建安4年（199年）、孫策が劉勲や黄祖を攻撃するとそれに従軍した。孫策は遠征の帰りに劉繇の病死を知り、豫章に立ち寄って平定し、上表して孫賁を豫章太守とした。後に、都亭侯に封じられた。
建安5年（200年）、曹操の手配の下で、孫賁の娘が曹彰に嫁いだ。
官渡の戦いの時は、曹操軍の夏侯惇から荊州の劉表を牽制するよう手紙で依頼を受けたことがあったという。
建安13年（208年）、朝廷より劉隠が使者として訪れ、孫賁は正式に征虜将軍に任じられた。また、豫章太守の職務も引き続き執り行なうよう命じられた。同年、曹操が荊州を占拠すると、孫賁は恐れて、曹操との間に姻族関係があるため、自らの息子を人質として差し出すことを考えたが、朱治に制止されている。
時期は不明だが、孫賁は官職（豫章太守）にあること11年で死去したという。
- 孫賁の後に孫皎が征虜将軍を継いでいること
- 豫章太守が孫賁・孫鄰・顧邵・蔡遺と引き継がれ、その中で顧邵が豫章太守となって5年で死去したこと
- 蔡遺が、呂蒙に推薦されて豫章太守に就いたこと

などから総合すると、建安15年（210年）頃に死去したと推定される。
小説『三国志演義』には登場しない。